# Урта-Буртя
Урта́-Буртя́ (Уртабуртя, в верхнем течении — Буртя) — река в России и Казахстане, протекает в северо-западном и северном направлениях по территории Акбулакского и Беляевского районов Оренбургской области и Мартукского района Актюбинской области, соответственно. Устье реки находится у села Беляевка, в 1480 км по левому берегу реки Урал. Длина реки составляет 115 км, площадь водосборного бассейна — 2180 км². В среднем течении по реке проходит граница России и Казахстана.

## Данные водного реестра
По данным государственного водного реестра России относится к Уральскому бассейновому округу, водохозяйственный участок реки — Урал от города Орск до впадения реки Сакмара. Речной бассейн реки — Урал (российская часть бассейна).
Код объекта в государственном водном реестре — 12010000812112200004461.

### Притоки
(указано расстояние от устья)
- 10 км: река Карагашты (лв)
- 21 км: река Сандагаш (лв)
- 31 км: река Муюлды (пр)
- 36 км: река Кукшунак (лв)
- 59 км: река Кызылсай (пр)
- 63 км: река Тарангул (пр)
- 85 км: река Карагачка 2-я (пр)
- 94 км: река Карагачка 1-я (пр)